# Cornelis van Noorde
Cornelis van Noorde (1731 – 1795) était un peintre et graveur de paysages et dessinateur originaire des Provinces-Unies.

## Biographie
Cornelis van Noorde naît le 12 mars 1731 à Haarlem, dans les Provinces-Unies. Selon l'Institut néerlandais d'histoire de l'art, il est le fils de Rijkes van Noorde et de Josina van de Berg, propriétaires d'une boulangerie au coin de la Kleine Houtstraat et de la Patientiestraat.
Il est l'élève de Frans Decker et, après sa mort en 1751, de Tako Hajo Jelgersma, dont il grave de nombreux dessins. Il vit encore dans le domicile familial lorsque son père meurt en 1753. Sa mère poursuit l'activité de la boulangerie jusqu'à sa mort en 1761, la même année où Cornelis devient membre de la guilde de Saint-Luc de Haarlem. Son frère Jacob reprend la boulangerie tandis que Cornelis déménage avec sa sœur dans une maison de la Schagelstraat. Sa sœur se marie en 1765 et Cornelis s'installe dans une maison sur l'Oude Gracht qu'il a héritée de son oncle Cornelis van der Berg, lui aussi un ancien élève de Frans Decker, qui a gardé un petit atelier dans sa maison. Cornelis y vit jusqu'à son mariage en 1783 avec la sœur de l'homme que sa sœur a épousé, Catharina van Seelen. Leur âge avancé ne leur permet pas d'avoir d'enfant.

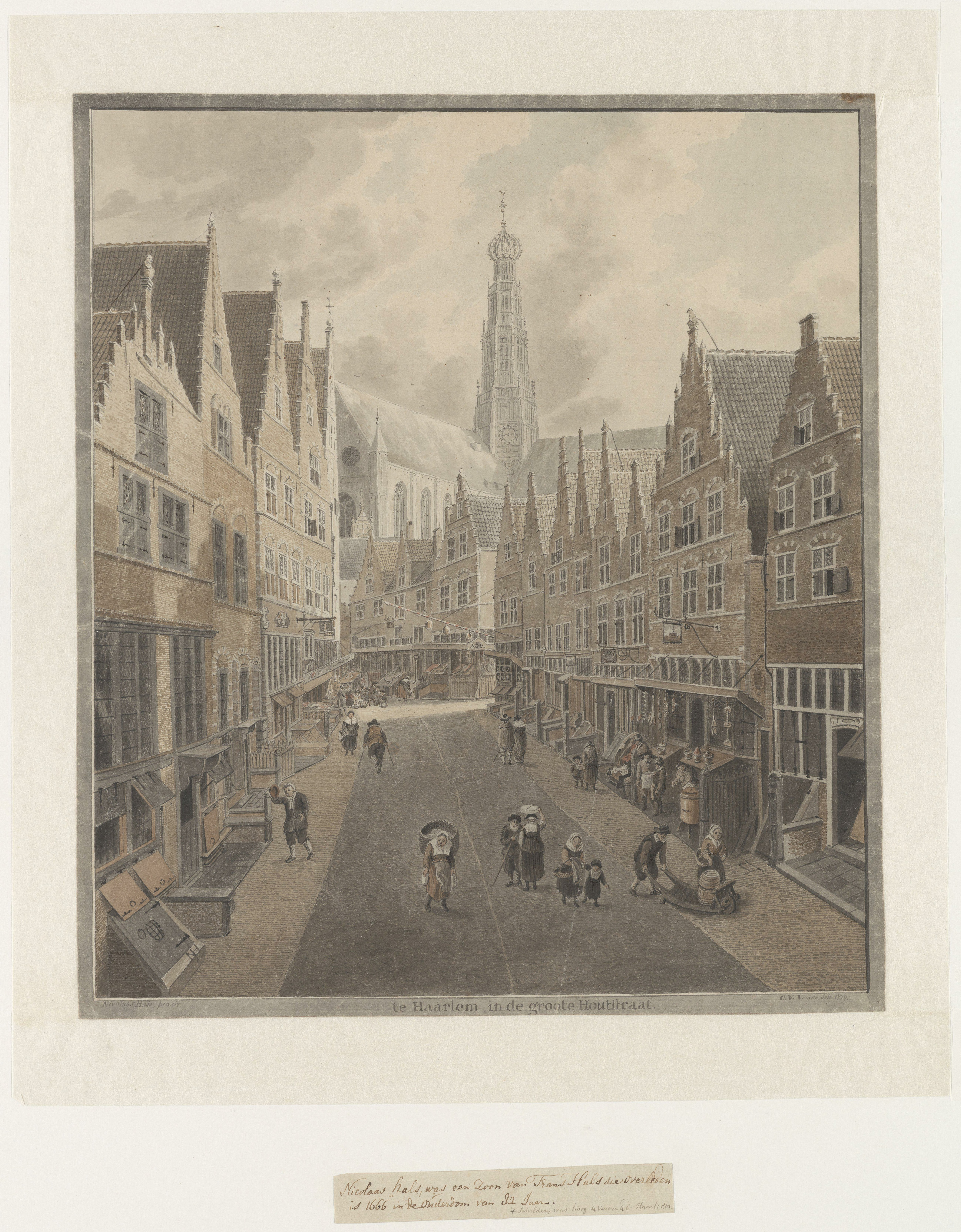
Grote Houtstraat près de la Peuzeelaarsteeg, en direction nord, aquarelle, plume noire et pinceau en couleurs, d'après un tableau de Nicolaes Hals (1779, Rijksmuseum Amsterdam).

Van Noorde est professeur et directeur de l'Académie de Dessin de Haarlem, qu'il contribue à fonder en 1772 à De Hulst, la maison de Pieter Teyler van der Hulst dans la Damstraat de la ville de Haarlem, avec Jelgersma, Hendrik Meijer, Christiaan Henning, Leendert Overbeek et Paul van Liender. L'académie déménage en 1775 plus haut dans la Damstraat, dans un bâtiment aujourd'hui connu sous le nom de Fundatiehuis, mais après la mort de Pieter Teyler en 1778, elle doit céder la place à Vincent Jansz van der Vinne, nommé conservateur des arts par la nouvelle Fondation Teylers (en). Ils déménagent ensuite à nouveau au Hof van Holland dans la Warmoesstraat en 1781. Lorsque Van der Vinne quitte la fondation, celle-ci propose à Cornelis van Noorde de prendre sa place, mais il décline et ils embauchent Wybrand Hendriks à la place. Il semblerait que Van Noorde ait maintenu l'académie un peu seul, car trois semaines après sa mort, elle est dissoute en 1795.
Cornelis van Noorde meurt le 16 octobre 1795 à Haarlem.

## Élèves
Cornelis van Noorde a eu pour élèves Augustijn Claterbos, Warnaar Horstink (en) et Johannes Swertner. Bien qu'il soit connu pour ses copies de maîtres anciens, ses vignettes (pour l'imprimeur Johannes Enschedé (en) et son fils (en)), ses portraits et ses paysages pastoraux, son travail est surtout apprécié pour ses dessins détaillés d'œuvres architecturales qui ont depuis complètement disparu du paysage. Son carnet de croquis fait partie des Noord Hollands Archives et a été publié comme document historique important.
Les Noord Hollands Archives et le musée Teylers possèdent des dessins, des aquarelles, des gravures et des croquis au fusain de cet artiste polyvalent qui semblait dessiner tout ce qu'il voyait, où qu'il soit. Les dessins topographiques des bâtiments avant et après leur démolition sont les plus intéressants pour les archives.